# 김세완 (법조인)
김세완(金世玩, 일본식 이름: 金川遠가나가와 도루, 1894년 12월 16일 ~ 1973년 3월 11일)은 일제강점기부터 활동한 법조인으로 대한민국 정부 수립 이후에 대법관을 지냈다.

## 생애
황해도 신천군 출신이다. 신천공립보통학교에서 교사로 일하다가 1919년에 경성전수학교를 졸업한 뒤 판검사특별고시에 합격했다.
1921년부터 부산지방법원과 해주지방법원 재령지청 서기를 거쳐 조선총독부 판사로 임용되어 법조인이 되었다. 일제 강점기 동안 경성지방법원 수원지청과 인천지청 판사, 경성지방법원 직속 판사 등을 지냈다. 1938년을 기준으로 종6위 훈6등에 서위되어 있었다.
태평양 전쟁 종전 후에는 인천에서 변호사를 개업하여 활동하다가, 제주지방법원 법원장과 헌법위원회 위원을 거쳐 제1공화국에서 대법관으로 발탁되어 재직했다. 1959년에 정년퇴임하였다.
1960년 4·19 혁명 직후 심계원 원장, 1961년 5·16 군사정변 직후에는 한국신문윤리위원회 위원장에 차례로 임명되었다. 이후 국민대학교 학장을 거쳐 변호사로 활동하며 국민대학교 재단 이사장을 맡았다. 1973년 3월 11일 새벽, 등산을 나서다 교통사고로 사망하였다.
대법관으로 재직할 때 대법관들에게 지프 1대씩 나눠줬으나 "휘발유 한방울 안나는 나라에서 무슨 소리냐"며 고무신을 신고 걸어다녔다.

## 사후
2008년 민족문제연구소가 친일인명사전에 수록하기 위해 정리한 친일인명사전 수록예정자 명단의 사법 부문에 선정되었으며 2009년 친일반민족행위진상규명위원회가 발표한 친일반민족행위 705인 명단에도 포함되었다. 대한민국의 해외여행 분야 개척자로 꼽히는 지리학자 김찬삼이 김세완의 외아들이다.

## 같이 보기
- 김찬삼

## 참고 자료
- 김세완(金世玩) - 국사편찬위원회

| 전임 최하영 | 제5대 심계원장 1960년 6월 25일 ~ 1961년 5월 19일 | 후임 이원엽 |